# Książki. Magazyn do czytania
Książki. Magazyn do czytania – polski, dwumiesięcznik literacki, wydawany przez wydawnictwo Agora od 2012 roku (do końca 2017 r. w formie kwartalnika). Od 2019 roku redaktorem naczelnym pisma jest Juliusz Kurkiewicz.

## Historia
W czerwcu 2011 roku wystartowała akcja Czytamy w Polsce organizowana przez „Gazetę Wyborczą”, Metro i Radio TOK FM. 14 czerwca 2011 ukazał się pierwszy numer Magazynu „Książki” w nakładzie 60 tys. egzemplarzy i objętości 76 stron. Na okładce znalazł się portret Janusza Korczaka, którego autorem był Piotr Leśniak. Kierownikiem wydania był Paweł Goźliński, szatę graficzną opracowali Piotr Stańczak i Maciej Kałkus. Numer ten został wydany jako projekt specjalny.
Do końca 2017 roku wychodził jako kwartalnik. Ukazało się 27 wydań zwykłych i 3 wakacyjne. Od lutego 2018 roku magazyn jest wydawany jako dwumiesięcznik. Pierwszy numer miał 92 strony.

## Redaktorzy naczelni
- Paweł Goźliński do 2019 roku[8]
- Juliusz Kurkiewicz 2019–2024[9]
- Łukasz Grzymisławski 2024–[10]